# Volksbank

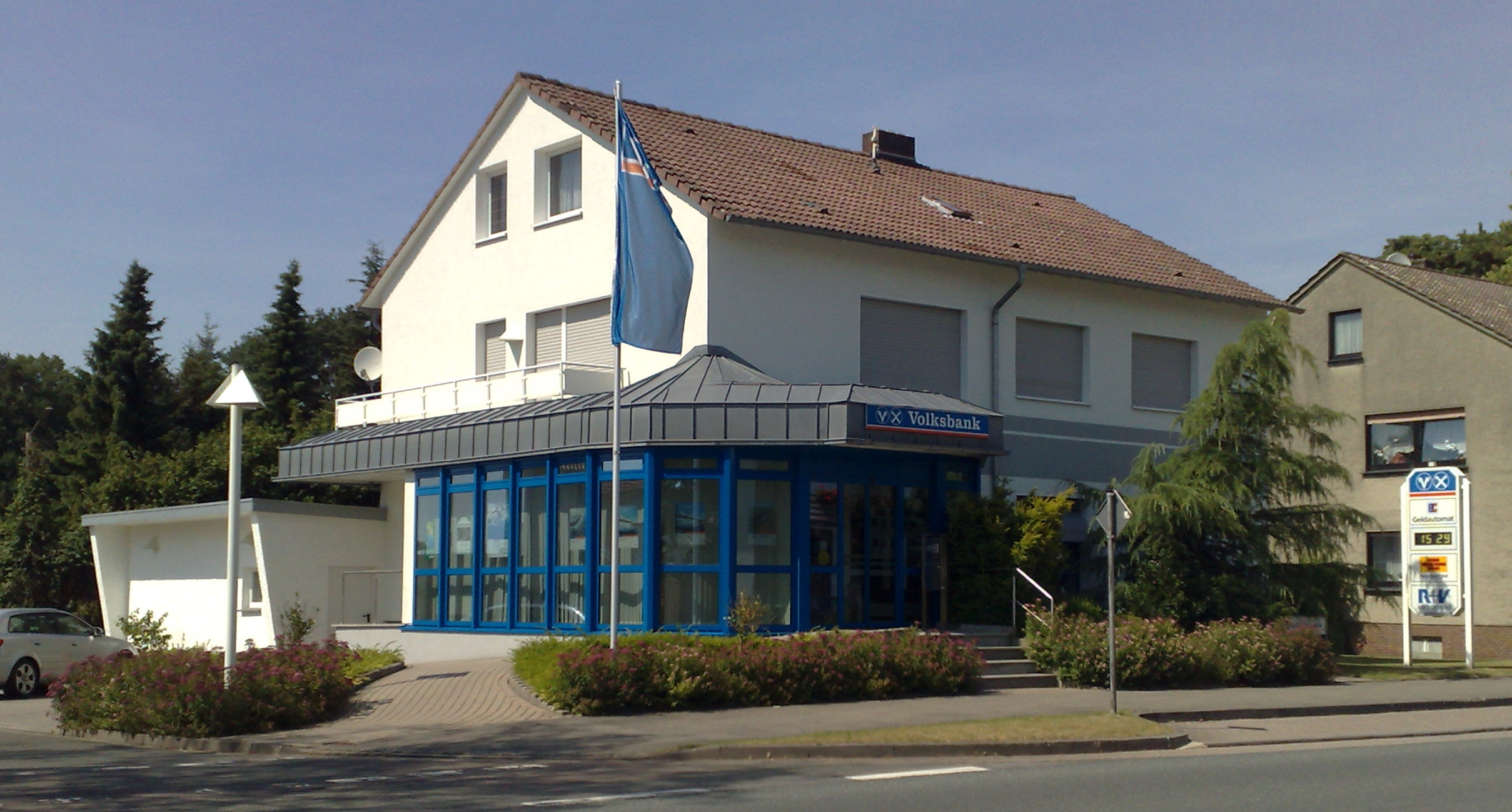
Agência do Volksbank em Alswede (parte da Volksbank Lübbecker Land eG)

Existem vários bancos europeus que operam sob o nome "Volksbank" (alemão e holandês para "banco do povo").
Existem também 1.099 Volksbanken locais independentes na Alemanha. Eles são completamente separados da Associação Austríaca de Volksbanks. Volksbanken também é conhecido como VB (Volk é a palavra alemã para pessoas) ou VR (Volksbanken Raiffeisenbanken).

## Alemanha - Volksbanken Raiffeisenbanken
O "Bundesverband der Deutschen Volksbanken und Raiffeisenbanken" (Associação Federal de Volksbanken e Raiffeisenbanken) é um consórcio de 1.099 cooperativas de crédito independentes, que representa os bancos como o maior grupo bancário da Alemanha em vários assuntos de marketing e como parceiro de serviços Genossenschaftliche Finanzgruppe Volksbanken Raiffeisenbanken - Grupo Financeiro Cooperativo.
O Genossenschaftliche Finanzgruppe é o único grupo bancário que sobreviveu à crise financeira de 2007-08 sem nenhuma intervenção do Estado. Ex-subsidiárias do Volksbank, foram vendidas para o Sberbank da Rússia.

### Empresas do Genossenschaftliche Finanzgruppe
- DZ Bank - Banco Central da Alemanha
- DG HYP - banco hipotecário
- Münchener Hypothekenbank - banco hipotecário
- WL BANK - Investimento para bancos
- Bausparkasse Schwäbisch Hall - sociedade de construção
- R + V Versicherung - serviços de seguros
- Union Investment Gruppe - gestão de ativos
- VR LEASING Gruppe - financiamento de investimentos
- easyCredit - empréstimos pessoais
- DZ PRIVATBANK - private banking, gestão de ativos
- VR Equitypartner - financiamento de capital
- VR Mittelstandskapital

### Assalto no Berliner Volksbank em 13 de janeiro de 2013
Em 13 de janeiro de 2013, ladrões roubaram mercadorias de 100 cofres particulares localizados em Steglitz, Berlim. No comunicado oficial, a polícia disse que o agente de segurança do banco notou fumaça saindo do depósito na segunda-feira de manhã (14 de janeiro). Em seguida, encontraram caixas de depósito quebradas e 30   m, cuja escavação provavelmente levou algumas semanas ou até meses. O túnel (fotos externas) teria sido tão bem construído que tinha apoios de teto e tinha cerca de um metro de largura. Conectou o depósito bancário e um estacionamento subterrâneo nas proximidades. Provavelmente ninguém notou nada, porque o estacionamento estava protegido por roletas, e as pessoas pensaram que esta parte estava em reparo. Existem algumas semelhanças entre esse assalto e o assalto à Baker Street, em Londres.

## Áustria - Associação dos Volksbanks

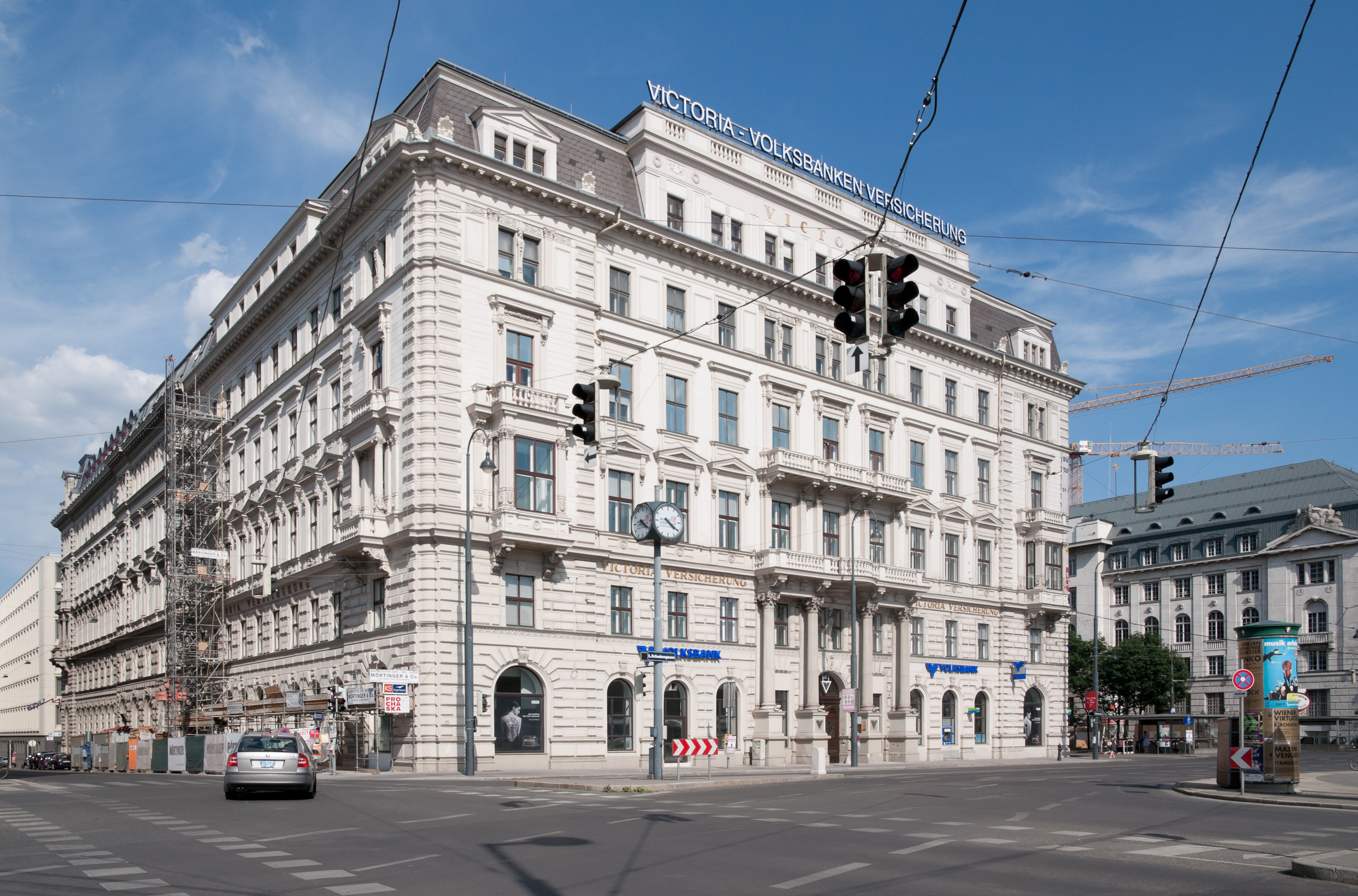
Volksbank em Viena.

Na Áustria, existem 35 Volksbanks locais (até o final de 2015), cada um deles organizado como uma cooperativa ou uma corporação. Até 2017, eles serão fundidos em 8 bancos regionais e 2 bancos especializados. Eles constroem um sistema integrado de bancos (Association of Volksbanks) conectado através de um contrato de colaboração. A instituição central é o VOLKSBANK WIEN AG, o maior banco regional da associação. As funções centrais de serviço foram transferidas da Österreichische Volksbanken AG (ÖVAG) para a VOLKSBANK WIEN AG em julho de 2015. A própria ÖVAG renunciou à sua licença bancária. O "restante da ÖVAG" continua a operar como uma entidade de liquidação sob o nome de immigon portfolioabbau ag. A Immigon é responsável por garantir a liquidação ordenada, ativa e com preservação de valor de seus ativos.

## Países Baixos - De Volksbank
O De Volksbank é um banco de varejo holandês que oferece produtos financeiros para empresas e indivíduos. 